# Gynoplistia longifurcula
Gynoplistia longifurcula är en tvåvingeart som beskrevs av Alexander 1959. Gynoplistia longifurcula ingår i släktet Gynoplistia och familjen småharkrankar. Inga underarter finns listade i Catalogue of Life.